# Bromus lanceolatus
Il forasacco lanceolato (Bromus lanceolatus Roth, 1797) è una pianta angiosperma monocotiledone appartenente alla famiglia delle Poacee (o Gramineae, nom. cons.).

## Etimologia
Il nome generico (bromus) deriva dalla lingua greca ed è un nome antico per l'avena. L'epiteto specifico (lanceolatus) significa "simile a una lancia, riferito alla forma delle foglie".
Il nome scientifico della specie è stato definito dal botanico e medico tedesco Albrecht Wilhelm Roth nella pubblicazione "Catalecta Botanica" (Catal. Bot. 1: 18 1797) del 1797.

## Descrizione

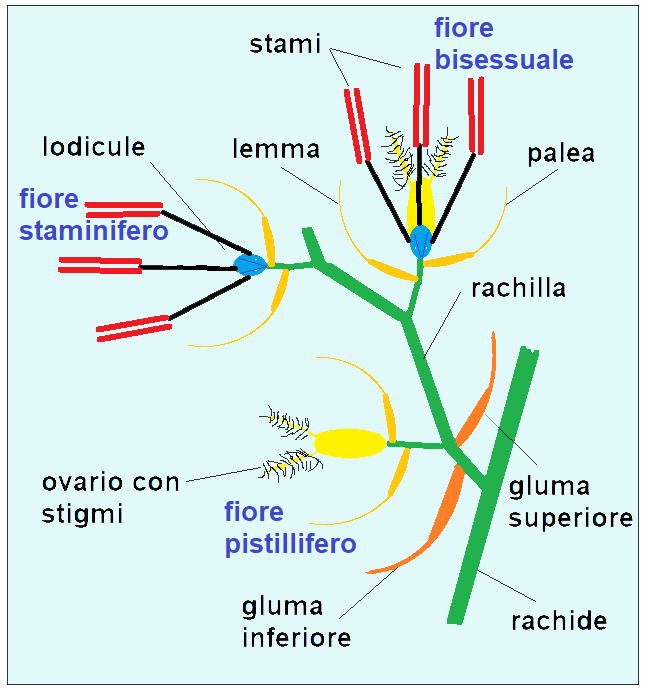
Spighetta generica con tre fiori diversi

Queste piante arrivano ad una altezza di 3 - 8 dm (massimo 100 cm). La forma biologica è terofita scaposa (T scap), ossia in generale sono piante erbacee che differiscono dalle altre forme biologiche poiché, essendo annuali, superano la stagione avversa sotto forma di seme e sono munite di asse fiorale eretto e spesso privo di foglie.

### Radici
Le radici sono secondarie da rizoma.

### Fusto
I culmi sono cavi a sezione più o meno rotonda, lisci; i nodi sono scuri o nerastri. Il portamento in genere è eretto o ginocchiato alla base. I fusti non sono fascicolati ma solitari.

### Foglie
Le foglie lungo il culmo sono disposte in modo alterno, sono distiche e si originano dai vari nodi. Sono composte da una guaina, una ligula e una lamina. Le venature sono parallelinervie. Non sono presenti i pseudopiccioli e, nell'epidermide delle foglia, le papille.
- Guaina: la guaina è abbracciante il fusto e priva di auricole (o raramente auricolate); l'aspetto è mollemente villoso per peli lunghi 1 - 1,5 mm, ma anche più brevi.
- Ligula: la ligula, breve, è membranosa e a volte è cigliata. Lunghezza: 1 - 1,5 mm.
- Lamina: la lamina ha delle forme generalmente lanceolate e piatte. Entrambe le superfici sono pubescenti. Dimensione delle foglie: larghezza: 3 –4 mm; lunghezza 15 – 20 cm.

### Infiorescenza
Infiorescenza principale (sinfiorescenza o semplicemente spiga): le infiorescenze, ascellari e terminali, in genere sono ramificate e sono formate da alcune spighette più o meno erette ed hanno la forma di una pannocchia contratta (specialmente alla fruttificazione). I rami inferiori sono allungati (2 – 4 cm), rigidi ed eretti. La fillotassi dell'inflorescenza inizialmente è a due livelli, anche se le successive ramificazioni la fa apparire a spirale. Lunghezza della pannocchia: 10 – 20 cm.

### Spighetta
Infiorescenza secondaria (o spighetta): le spighette, pedicellate, con forme lanceolate-cilindriche, sottese da due brattee distiche e strettamente sovrapposte chiamate glume (inferiore e superiore), sono formate da 8 a 20 fiori sovrapposti. Possono essere presenti dei fiori sterili; in questo caso sono in posizione distale rispetto a quelli fertili. Alla base di ogni fiore sono presenti due brattee: la palea e il lemma. Gli internodi della rachilla non sono visibili. La disarticolazione avviene con la rottura della rachilla tra i fiori o sopra le glume. Lunghezza delle spighette: 25 – 45 mm.
- Glume: le glume, con forme ovate e apici acuminati, sono nettamente disuguali: 6 – 8 mm (con 3 - 5 nervi)  e 9 – 12 mm (con 7 - 9 nervi).
- Palea: la palea è un profillo con alcune venature; può essere cigliata.
- Lemma: il lemma, erbaceo e con forme ovato-lanceolate, ha una resta apicale diritta, ritorta e divaricata (termina con 2 denti acuminati). Le nervature (7 - 9) sono sporgenti; i margini sono membranosi. Lunghezza del lemma: 12 – 14 mm. Lunghezza della resta: 15 mm.

### Fiori
I fiori fertili sono attinomorfi formati da 3 verticilli: perianzio ridotto, androceo  e gineceo.
- Formula fiorale:[6]

*, P 2, A (1-)3(-6), G (2–3) supero, cariosside.
- Il perianzio è ridotto e formato da due lodicule, delle squame traslucide, poco visibili (forse relitto di un verticillo di 3 sepali). Le lodicule sono membranose e non vascolarizzate.
- L'androceo è composto da 3 stami ognuno con un breve filamento libero, una antera sagittata e due teche. Le antere sono basifisse con deiscenza laterale. Il polline è monoporato. Lunghezza delle antere: 1,5 - 2,5 mm.
- Il gineceo è composto da 3-(2) carpelli connati formanti un ovario supero. L'ovario, pubescente all'apice, ha un solo loculo con un solo ovulo subapicale (o quasi basale). L'ovulo è anfitropo e semianatropo e tenuinucellato o crassinucellato. Lo stilo, che si origina dal lato abassiale dell'ovario, è breve con due stigmi papillosi e distinti.
- Fioritura: da maggio a giugno.

### Frutti
I frutti sono del tipo cariosside, ossia sono dei piccoli chicchi indeiscenti colorati di marrone scuro, con forme ovoidali, nei quali il pericarpo è formato da una sottile parete che circonda il singolo seme. In particolare il pericarpo è fuso al seme ed è aderente. L'endocarpo non è indurito e l'ilo è lungo e lineare. L'embrione è piccolo e provvisto di epiblasto ha un solo cotiledone altamente modificato (scutello senza fessura) in posizione laterale. I margini embrionali della foglia non si sovrappongono. Lunghezza del cariosside: 7 – 8 mm.

## Biologia
Come gran parte delle Poaceae, le specie di questo genere si riproducono per impollinazione anemogama. Gli stigmi più o meno piumosi sono una caratteristica importante per catturare meglio il polline aereo.
La dispersione dei semi avviene inizialmente a opera del vento (dispersione anemocora) e una volta giunti a terra grazie all'azione di insetti come le formiche (mirmecoria). In particolare i frutti di queste erbe possono sopravvivere al passaggio attraverso le budella dei mammiferi e possono essere trovati a germogliare nello sterco.

## Distribuzione e habitat

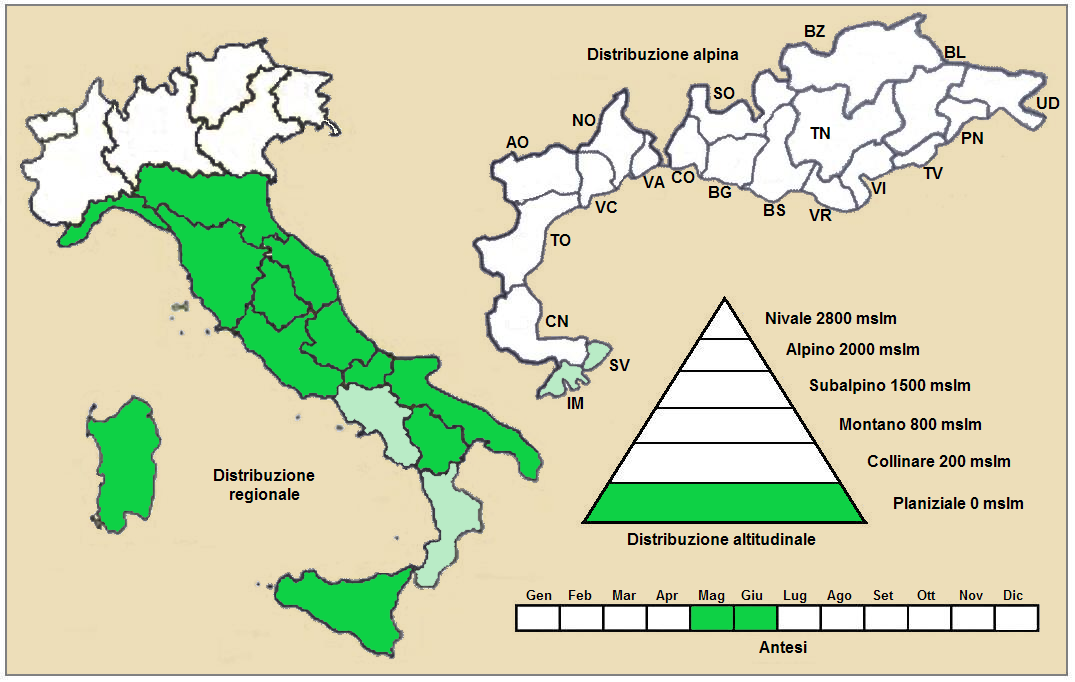
Distribuzione della pianta
(Distribuzione regionale – Distribuzione alpina)

- Geoelemento: il tipo corologico (area di origine) è Paleotemperato o anche Mediterraneo / Ovest Asiatico.
- Distribuzione: in Italia è una specie comune al Centro e al Sud. Nelle Alpi si trova in Francia (dipartimenti di Drôme, Isère e Alta Savoia) e in Austria (Länder della Stiria). Sugli altri rilievi europei collegati alle Alpi si trova nella Foresta Nera, Massiccio Centrale e Monti Balcani.[15] Nel resto dell'Europa e dell'areale del Mediterraneo questa specie si trova nella parte occidentale dell'Europa, nella Penisola Balcanica, nella Transcaucasia, in Anatolia, in Asia mediterranea e nel Magreb.[16] Fuori dall'Europa si trovano in Cina, Afghanistan, Pakistan e Turkmenistan.[11]
- Habitat: gli habitat tipici per questa pianta sono le colture, i pascoli e i ruderi. Il substrato preferito è calcareo ma anche siliceo con pH basico, medi valori nutrizionali del terreno che deve essere secco.[15]
- Distribuzione altitudinale: sui rilievi queste piante si possono trovare fino a 1.200 m s.l.m. (fino a 1.800 m s.l.m. in Asia[11]); nelle Alpi frequentano quindi i seguenti piani vegetazionali: collinare (oltre a quello planiziale – a livello del mare).

### Fitosociologia
Dal punto di vista fitosociologico alpino Bromus lanceolatus appartiene alla seguente comunità vegetale:
- Formazione: delle comunità terofiche pioniere nitrofile
  - Classe: Stellarietea mediae

## Tassonomia
La famiglia delle Poacee comprende circa 800 generi e oltre 9.000 specie. È una delle famiglie più numerose e più importanti del gruppo delle monocotiledoni. La famiglia è suddivisa in 12 sottofamiglie, il genere Bromus fa parte della sottofamiglia Pooideae ed è l'unico genere della tribù Bromeae.

### Filogenesi
La tribù Bromeae fa parte della supertribù Triticodae T.D. Macfarl. & L. Watson, 1982. La supertribù Triticodae comprende tre tribù: Littledaleeae, Hordeeae e Bromeae. All'interno della supertribù, la tribù Bromeae forma un "gruppo fratello" con la tribù Hordeeae.
I Bromus della flora spontanea italiana sono suddivisi in tre gruppi distinti: Festucaria G. et G., Anisantha Koch e Bromus s.s. La specie di questa voce appartiene al gruppo Bromus s.s. Il ciclo biologico delle piante di questo gruppo è annuo con un aspetto molto diverso dalle specie del genere Festuca. A maturità le spighette si restringono all'apice ed hanno delle reste caratteristiche (allargate). Le nervature delle due glume (con forme ovate lunghe 3,5 – 9 mm) sono diverse: quella inferiore ha 3 nervature; quella superiore è 7 - 9 nervature. La resta dei lemmi (con forme ovato-lanceolate) è dorsale.
Il numero cromosomico delle specie B. lanceolatus è: 2n = 28.

### Sinonimi
Questa entità ha avuto nel tempo diverse nomenclature. L'elenco seguente indica alcuni tra i sinonimi più frequenti:
- Bromus canariensis Zuccagni
- Bromus canariensis Zuccagni ex Roemer
- Bromus depauperatus H.Scholz
- Bromus discretus F.M.Vázquez & H.Scholz
- Bromus divaricatus Rhode ex Loisel.
- Bromus lanceolatus f. coloratus Maire
- Bromus lanceolatus var. lanuginosus (Coss. & Durieu) Dinsm.
- Bromus lanceolatus subsp. macrostachys (Desf.) Maire
- Bromus lanceolatus var. oxyphloeus (Paine) Dinsm.
- Bromus lanuginosus Poir.
- Bromus macrostachys Desf.
- Bromus macrostachys f. albovirens Cavara
- Bromus macrostachys var. brevispicatus Boiss.
- Bromus macrostachys var. lanuginosus Coss. & Durieu
- Bromus macrostachys var. pauciflorus Post
- Bromus macrostachys f. pubescens Pamp.
- Bromus macrostachyus Guss.
- Bromus oxyphloeus Paine
- Bromus squarrosus var. lanuginosus (Coss. & Durieu) Kuntze
- Bromus squarrosus var. macrostachys (Desf.) Kuntze
- Bromus tomentosus Rohde
- Bromus turgidus Pers.
- Forasaccus lanceolatus (Roth) Bubani
- Serrafalcus lanceolatus (Roth) Parl.
- Serrafalcus macrostachys (Desf.) Parl.
- Zerna macrostachys (Desf.) Panz.
- Zerna macrostachys (Desf.) Panz. ex B.D. Jacks.